# 2002 MN
De planetoïde met de voorlopige aanduiding 2002 MN werd ontdekt door het automatische zoeksysteem LINEAR. Dit systeem is speciaal gebouwd om te zoeken naar objecten in de ruimte die eventueel in botsing met de aarde zouden kunnen komen. 2002 MN is ongeveer 100 meter groot en beweegt in een baan om de zon in ongeveer 894 dagen.
Een paar dagen voor de ontdekking scheerde 2002 MN al vlak langs de aarde, met 128 000 kilometer op ongeveer een derde van de afstand van de maan een echte aardscheerder.
Als hij de aarde geraakt zou hebben zou de inslag het effect gehad hebben van de explosie van een kernwapen.